# Albumy numer jeden w roku 2024 (Japonia)
Notowanie Weekly Album Chart (jap. 週間アルバムランキング Shūkan Arubamu Chāto) przedstawia najlepiej sprzedające się albumy w Japonii. Publikowane jest ono przez magazyn Oricon Style, a dane skompletowane zostały przez Oricon w oparciu o cotygodniowe wyniki sprzedaży fizycznej albumów. Poniżej znajdują się tabele prezentujące najpopularniejsze albumy w danych tygodniach w roku 2024.
Notowanie Billboard Japan Hot Albums publikowane jest przez magazyn Billboard, a dane kompletowane są w oparciu o sprzedaż albumów (fizyczną i cyfrową) oraz dane pochodzące z Gracenote – ile razy dana płyta została włożona do komputera.

## Oricon Weekly Album Chart
| Data publikacji | Album                                        | Wykonawca                            | Sprzedaż  | Źródło        |
| --------------- | -------------------------------------------- | ------------------------------------ | --------- | ------------- |
| 1 stycznia      | Road to A                                    | Travis Japan                         | 153 457   | [ 1 ] [ 2 ]   |
| 8 stycznia      | Yellow Note                                  | Jin Akanishi                         | 17 340    | [ 3 ]         |
| 15 stycznia     | Reboot                                       | Treasure                             | 6 965     | [ 4 ]         |
| 22 stycznia     | The Vibes                                    | SixTones                             | 496 565   | [ 5 ] [ 6 ]   |
| 29 stycznia     | Kitto, Zettai, Zettai                        | ≒Joy                                 | 87 103    | [ 7 ] [ 8 ]   |
| 5 lutego        | Tokimeku Koi to Seishun                      | Chō Tokimeki Sendenbu                | 29 580    | [ 9 ] [ 10 ]  |
| 12 lutego       | Photogenic                                   | The Jet Boy Bangerz from Exile Tribe | 49 734    | [ 11 ] [ 12 ] |
| 19 lutego       | Seventeenth Heaven                           | Seventeen                            | 74 266    | [ 13 ] [ 14 ] |
| 26 lutego       | Match Up                                     | INI                                  | 247 975   | [ 15 ] [ 16 ] |
| 4 marca         | Easy                                         | Le Sserafim                          | 107 004   | [ 17 ] [ 18 ] |
| 11 marca        | Trickster                                    | Lil League from Exile Tribe          | 34 039    | [ 19 ] [ 20 ] |
| 18 marca        | Seventeenth Heaven                           | Seventeen                            | 40 932    | [ 21 ] [ 22 ] |
| 25 marca        | Award                                        | West.                                | 234 128   | [ 23 ]        |
| 1 kwietnia      | Springtime in You                            | ≠Me                                  | 59 223    | [ 24 ]        |
| 8 kwietnia      | Land of Promise                              | Sandaime J Soul Brothers             | 67 933    | [ 25 ]        |
| 15 kwietnia     | Minisode 3: Tomorrow                         | Tomorrow X Together                  | 174 250   | [ 26 ]        |
| 22 kwietnia     | Science Fiction                              | Hikaru Utada                         | 171 882   | [ 27 ]        |
| 29 kwietnia     | How?                                         | BoyNextDoor                          | 76 786    | [ 28 ]        |
| 6 maja          | Science Fiction                              | Hikaru Utada                         | 30 997    | [ 29 ]        |
| 13 maja         | 17 Is Right Here                             | Seventeen                            | 333 267   | [ 30 ]        |
| 20 maja         | Synopsis                                     | Kis-My-Ft2                           | 125 971   | [ 31 ]        |
| 27 maja         | You Had Me at Hello                          | Zerobaseone                          | 46 509    | [ 32 ]        |
| 3 czerwca       | Ensemble Stars!! Album Series "Trip" Knights | Knights                              | 50 321    | [ 33 ]        |
| 10 czerwca      | Sparkle X                                    | The Yellow Monkey                    | 37 203    | [ 34 ]        |
| 17 czerwca      | Golden Hour: Part.1                          | Ateez                                | 42 665    | [ 35 ] [ 36 ] |
| 24 czerwca      | +Alpha                                       | Naniwa Danshi                        | 357 420   | [ 37 ] [ 38 ] |
| 1 lipca         | Timelesz                                     | Timelesz                             | 99 525    | [ 39 ] [ 40 ] |
| 8 lipca         | Tadamono                                     | Kōshi Inaba                          | 76 406    | [ 41 ]        |
| 15 lipca        | Riizing                                      | Riize                                | 60 327    | [ 42 ] [ 43 ] |
| 22 lipca        | Zanmu                                        | Ado                                  | 100 981   | [ 44 ]        |
| 29 lipca        | Romance: Untold                              | Enhypen                              | 289 099   | [ 45 ] [ 46 ] |
| 5 sierpnia      | Rise Up                                      | NiziU                                | 196 985   | [ 47 ]        |
| 12 sierpnia     | Super Eight                                  | Super Eight                          | 183 310   | [ 48 ]        |
| 19 sierpnia     | JapaNEWS                                     | NEWS                                 | 107 572   | [ 49 ]        |
| 26 sierpnia     | See You There                                | Takuya Kimura                        | 55 199    | [ 50 ] [ 51 ] |
| 2 września      | Lost Corner                                  | Kenshi Yonezu                        | 376 733   | [ 52 ]        |
| 9 września      | 2:Be                                         | Be First                             | 106 908   | [ 53 ]        |
| 16 września     | Iris                                         | Bump of Chicken                      | 113 084   | [ 54 ]        |
| 23 września     | 19.99                                        | BoyNextDoor                          | 133 956   | [ 55 ] [ 56 ] |
| 30 września     | Utopiia                                      | Buddiis                              | 126 634   | [ 57 ]        |
| 7 października  | The Highest                                  | WayV                                 | 62 748    | [ 58 ]        |
| 14 października | Fiesta                                       | One n’ Only                          | 34 419    | [ 59 ]        |
| 21 października | Back to the Pops                             | Glay                                 | 25 773    | [ 60 ] [ 61 ] |
| 28 października | Spill the Feels                              | Seventeen                            | 409 582   | [ 62 ]        |
| 4 listopada     | Precious Days                                | Mariya Takeuchi                      | 129 349   | [ 63 ] [ 64 ] |
| 11 listopada    | Rays                                         | Snow Man                             | 1 080 577 | [ 65 ] [ 66 ] |
| 18 listopada    | The Star Chapter: Sanctuary                  | Tomorrow X Together                  | 292 867   | [ 67 ] [ 68 ] |
| 25 listopada    | Giant                                        | Stray Kids                           | 334 553   | [ 69 ]        |
| 2 grudnia       | Romance: Untold -Daydream-                   | Enhypen                              | 184 619   | [ 70 ]        |
| 9 grudnia       | H+                                           | Hey! Say! JUMP                       | 160 257   | [ 71 ] [ 72 ] |
| 16 grudnia      | Viisual                                      | Travis Japan                         | 141 371   | [ 73 ] [ 74 ] |
| 23 grudnia      | Re: Era                                      | King & Prince                        | 233 485   | [ 75 ] [ 76 ] |
| 30 grudnia      | Yukiakari                                    | &Team                                | 334 225   | [ 77 ] [ 78 ] |

## BillboardJapan Hot Albums
| Data publikacji | Album                                        | Wykonawca                            | Źródło  |
| --------------- | -------------------------------------------- | ------------------------------------ | ------- |
| 1 stycznia      | Road to A                                    | Travis Japan                         | [ 79 ]  |
| 8 stycznia      | Yellow Note                                  | Jin Akanishi                         | [ 80 ]  |
| 15 stycznia     | Ado's Utattemita Album                       | Ado                                  | [ 81 ]  |
| 22 stycznia     | The Vibes                                    | SixTones                             | [ 82 ]  |
| 29 stycznia     | Kitto, Zettai, Zettai                        | ≒Joy                                 | [ 83 ]  |
| 5 lutego        | Tokimeku Koi to Seishun                      | Chō Tokimeki Sendenbu                | [ 84 ]  |
| 12 lutego       | Photogenic                                   | The Jet Boy Bangerz from Exile Tribe | [ 85 ]  |
| 19 lutego       | Seventeenth Heaven                           | Seventeen                            | [ 86 ]  |
| 26 lutego       | Match Up                                     | INI                                  | [ 87 ]  |
| 4 marca         | Reboot -JP Special Selection-                | Treasure                             | [ 88 ]  |
| 11 marca        | Reboot                                       | Treasure                             | [ 89 ]  |
| 18 marca        | Seventeenth Heaven                           | Seventeen                            | [ 90 ]  |
| 25 marca        | Award                                        | West.                                | [ 91 ]  |
| 1 kwietnia      | Peppermint Yum                               | Fantastics from Exile Tribe × Epex   | [ 92 ]  |
| 8 kwietnia      | Land of Promise                              | Sandaime J Soul Brothers             | [ 93 ]  |
| 15 kwietnia     | Minisode 3: Tomorrow                         | Tomorrow X Together                  | [ 94 ]  |
| 22 kwietnia     | Science Fiction                              | Hikaru Utada                         | [ 95 ]  |
| 29 kwietnia     | How?                                         | BoyNextDoor                          | [ 96 ]  |
| 6 maja          | Science Fiction                              | Hikaru Utada                         | [ 97 ]  |
| 13 maja         | 17 Is Right Here                             | Seventeen                            | [ 98 ]  |
| 20 maja         | Synopsis                                     | Kis-My-Ft2                           | [ 99 ]  |
| 27 maja         | TM Network Tribute Album -40th Celebration-  | Różni artyści                        | [ 100 ] |
| 3 czerwca       | Ensemble Stars!! Album Series "Trip" Knights | Knights                              | [ 101 ] |
| 10 czerwca      | No. O: Ring                                  | Number_i                             | [ 102 ] |
| 17 czerwca      | Golden Hour: Part.1                          | Ateez                                | [ 103 ] |
| 24 czerwca      | +Alpha                                       | Naniwa Danshi                        | [ 104 ] |
| 1 lipca         | Timelesz                                     | Timelesz                             | [ 105 ] |
| 8 lipca         | Tadamono                                     | Kōshi Inaba                          | [ 106 ] |
| 15 lipca        | Riizing                                      | Riize                                | [ 107 ] |
| 22 lipca        | Zanmu                                        | Ado                                  | [ 108 ] |
| 29 lipca        | Romance: Untold                              | Enhypen                              | [ 109 ] |
| 5 sierpnia      | Rise Up                                      | NiziU                                | [ 110 ] |
| 12 sierpnia     | Super Eight                                  | Super Eight                          | [ 111 ] |
| 19 sierpnia     | JapaNEWS                                     | NEWS                                 | [ 112 ] |
| 26 sierpnia     | See You There                                | Takuya Kimura                        | [ 113 ] |
| 2 września      | Lost Corner                                  | Kenshi Yonezu                        | [ 114 ] |
| 9 września      | 2:Be                                         | Be First                             | [ 115 ] |
| 16 września     | Iris                                         | Bump of Chicken                      | [ 116 ] |
| 23 września     | 19.99                                        | BoyNextDoor                          | [ 117 ] |
| 30 września     | Utopiia                                      | Buddiis                              | [ 118 ] |
| 7 października  | No. I                                        | Number_i                             | [ 119 ] |
| 14 października | Fiesta                                       | One n’ Only                          | [ 120 ] |
| 21 października | Back to the Pops                             | Glay                                 | [ 121 ] |
| 28 października | Spill the Feels                              | Seventeen                            | [ 122 ] |
| 4 listopada     | Precious Days                                | Mariya Takeuchi                      | [ 123 ] |
| 11 listopada    | Rays                                         | Snow Man                             | [ 124 ] |
| 18 listopada    | The Star Chapter: Sanctuary                  | Tomorrow X Together                  | [ 125 ] |
| 25 listopada    | Giant                                        | Stray Kids                           | [ 126 ] |
| 2 grudnia       | Romance: Untold -Daydream-                   | Enhypen                              | [ 127 ] |
| 9 grudnia       | H+                                           | Hey! Say! JUMP                       | [ 128 ] |
| 16 grudnia      | Viisual                                      | Travis Japan                         | [ 129 ] |
| 23 grudnia      | Re: Era                                      | King & Prince                        | [ 130 ] |
| 30 grudnia      | Yukiakari                                    | &Team                                | [ 131 ] |